# Wybory parlamentarne w Bułgarii w 1994 roku
Wybory parlamentarne w Bułgarii w 1994 roku zostały przeprowadzone 18 grudnia 1994. W ich wyniku wybrano 240 posłów do Zgromadzenia Narodowego 37. kadencji. Frekwencja wyniosła 75,23%.
W wyborach zwycięstwo odniosła postkomunistyczna lewica skupiona wokół Bułgarskiej Partii Socjalistycznej, która wyprzedziła centroprawicowy Związek Sił Demokratycznych.

## Wyniki wyborów
| Lista wyborcza                                | Głosy     | %     | Mandaty | Zmiana |
| --------------------------------------------- | --------- | ----- | ------- | ------ |
| Bułgarska Partia Socjalistyczna i koalicjanci | 2 262 943 | 43,50 | 125     | +19    |
| Związek Sił Demokratycznych                   | 1 260 374 | 24,23 | 69      | −41    |
| Związek Ludowy (BZNS i DP)                    | 338 478   | 6,51  | 18      | +18    |
| Ruch na rzecz Praw i Wolności                 | 283 094   | 5,44  | 15      | −9     |
| Bułgarski Blok Biznesu                        | 245 849   | 4,73  | 13      | +13    |
| Demokratyczna Alternatywa na rzecz Republiki  | 197 057   | 3,79  | 0       | –      |
| Komunistyczna Partia Bułgarii                 | 78 606    | 1,51  | 0       | –      |
| Związek Nowego Wyboru                         | 77 641    | 1,49  | 0       | –      |
| Związek Patriotyczny                          | 74 350    | 1,43  | 0       | –      |
| Federacja Królestwa Bułgarii                  | 73 205    | 1,41  | 0       | –      |
| Razem                                         | 5 202 065 | 100   | 240     | –      |

Progu 1% głosów nie przekroczyła żadna z pozostałych 36 list wyborczych ani żaden z kandydatów niezależnych.